# Chérac
Chérac là một xã trong tỉnh Charente-Maritime trong vùng Nouvelle-Aquitaine, tây nam nước Pháp. Xã Chérac nằm ở khu vực có độ cao từ 2-95 mét trên mực nước biển.